# Dolní Dunajovice
Dolní Dunajovice (deutsch Unter Tannowitz oder Untertannowitz) ist eine Gemeinde mit 1716 Einwohnern (Stand 1. Januar 2023) in Tschechien. Sie liegt in Südmähren, 7 km nordwestlich von Mikulov (Nikolsburg) nahe der österreichischen Grenze und gehört dem Okres Břeclav (Bezirk Lundenburg) an. 4 km nördlich des Orts befinden sich die Thaya-Stauseen von Nové Mlýny (Neumühl). Der Ort war als ein Längsangerdorf entlang des Dunajovický potok (Retzbach) angelegt.

## Geographie
Das Dorf liegt in der Dunajovická sníženina (Tannowitzer Senke) am Dunajovický potok (Retzbach). Östlich erheben sich die Pavlovské vrchy (Pollauer Berge), im Westen die Dunajovické vrchy (Tannowitzer Berge).
Nachbarorte sind im Norden Horní Věstonice (Ober Wisternitz), im Osten Perná (Bergen), im Südosten Bavory (Pardorf), im Südwesten Březí u Mikulova (Bratelsbrunn) und Dobré Pole (Guttenfeld) und im Westen Brod nad Dyjí (Guldenfurt).

## Geschichte

Ansichten von Untertannowitz

Die erste Erwähnung von Donavicz stammt aus dem Jahre 1183. Bis Mitte des 13. Jahrhunderts gehörte der Ort zur Herrschaft Nikolsburg. Ab 1276 kam der Ort unter die Verwaltung des Klosters Kanitz. Dieses wurde im Jahre 1526 aufgelöst. Der böhmische König und spätere Kaiser Ferdinand I. verkaufte Unter Tannowitz an den böhmischen Vizekanzler Ziabka von Limberg. Aus dem großen Angerdorf in der vom Weinbau geprägten Landschaft entwickelte sich im Jahre 1590 ein Marktflecken. Von 1542 bis 1591 befand sich eine Niederlassung der hutterischen Brüder in der Ortschaft, womit der Ort als lutherisch galt.
Nach mehreren Herrschaftswechseln kam der Ort im Jahre 1618 an Siegmund von Teuffenbach und somit unter die Herrschaft Dürnholz, welcher der Ort bis 1848 angehörte. Im Dreißigjährigen Krieg wurde die Ortschaft im August 1619 von kaiserlichen Truppen geplündert und gebrandschatzt. Nach dem Einsetzen der Gegenreformation wird im Jahre 1640 wieder ein katholischer Pfarrer in Unter Tannowitz erwähnt. Im Jahre 1759 wird den Bauern der Anbau von Kartoffeln empfohlen, doch sie weigern sich, diese neue Frucht anzupflanzen. Erst eine Hungersnot, zwölf Jahre später, bringt die Bauern dazu, Kartoffeln zu stecken. Zwischen 1787 und 1883 wüteten vier schwere Großbrände, fünfmal brach die Pest aus und zwei Hungersnöte setzten der Ortsbevölkerung arg zu. 1785 wird der Herrschaftliche Meierhof aufgelassen und dessen Grund an Ansiedler und Erbpächter übertragen. Während der Napoleonischen Kriege wird Unter Tannowitz in den Jahren 1805 und 1809 von französischen Truppen geplündert. Im Deutsch-Österreichischen Krieg 1866 wird von preußischen Soldaten die Cholera in die Ortschaft eingeschleppt. Im Jahre 1878 wurde im Ort die Freiwillige Feuerwehr gegründet. Von 1911 bis 1912 werden die Haupt- und die Bahnhofstraße gepflastert.
Der größte Teil der Bevölkerung lebte von der Landwirtschaft, wobei der seit Jahrhunderten gepflegte Weinbau einen besonderen Stellenwert einnahm. So waren im Jahre 1900, trotz der vorherigen Reblausplage im Jahr 1864, ungefähr 50 % aller Anbauflächen für den Weinbau genutzt worden. Ebenso gab es neben dem üblichen Kleingewerbe eine Gemeindeziegelei, eine Kunstmühle, einen Kalkofen, eine Dampfmolkerei und eine Bauholzhandlung. Zusätzlich wurde die Jagd im Gemeindegebiet betrieben, welche sehr ergiebig war.
Im Zweiten Weltkrieg starben 280 Ortsbewohner. Nach Kriegsende kam es bei der Vertreibung der Deutschen zu 15 Ziviltoten. Zwischen März und Oktober 1946 erfolgte die Zwangsaussiedlung von 1489 Ortsbewohnern. Bis auf 50 Familien wurden alle der nach Österreich vertriebenen Unter Tannowitzer in Übereinstimmung mit den ursprünglichen Überführungs-Zielen der Alliierten nach Deutschland weiter transferiert. Einzelne Personen wanderten nach Belgien, Holland, Schweden, Kanada, Australien und den USA aus. Fünf Personen verblieben im Ort.
Die Matriken wurden ab dem Jahr 1750 geführt. Grundbücher werden ab 1635 geführt.

## Wappen und Siegel
Die Ortschaft dürfte bereits seit der Markterhebung im Jahre 1580 ein Siegel geführt haben, dieses älteste Siegel konnte jedoch bis heute nicht aufgefunden werden. Nur eine Kopie des Siegel hat sich erhalten. Es zeigt einen Baum, zwischen zwei Türmen, unter dem Baum ist ein Rebmesser abgebildet.
1580 erhielt die Marktgemeinde ein Wappen. Dieses bezog sich auf die Herrschaft von den Herren von Thurn und Valsassina, die einen Zinnenturm in ihren Wappen trugen. Schließlich erhielt Unter Tannowitz ein Wappen, das eine grüne Tanne auf einem grünen Hügel zwischen zwei roten Zinnentürmen zeigte. Auch hier war unterhalb der Tanne ein silbernes Rebmesser abgebildet.

## Einwohnerentwicklung
| 1793                                                                          | 2.035 | –     | –  |    |
| 1836                                                                          | 2.556 | –     | –  | –  |
| 1869                                                                          | 2.473 | –     | –  | –  |
| 1880                                                                          | 2.568 | 2.556 | 10 | 2  |
| 1890                                                                          | 2.664 | 2.652 | 11 | 1  |
| 1900                                                                          | 2.571 | 2.571 | 0  | 0  |
| 1910                                                                          | 2.690 | 2.689 | 0  | 1  |
| 1921                                                                          | 2.573 | 2.515 | 28 | 30 |
| 1930                                                                          | 2.778 | 2.676 | 65 | 37 |
| 1939                                                                          | 2.796 | –     | –  | –  |
| Quelle: 1793, 1836, 1850 aus: Südmähren von A–Z, Frodl, Blaschka              |       |       |    |    |
| Sonstige: Historický místopis Moravy a Slezska v letech 1848–1960, sv.9. 1984 |       |       |    |    |

## Sehenswürdigkeiten
- Kirche von St. Ägidius (tschechisch: Svatý Jiljí, davor St. Martin) (1400)
- Dreifaltigkeitssäule
- Pestsäule auf dem Rochusberg
- Rathaus (1880)
- Gasthof zum Weißen Rössel (1549)
- Pranger (1581)
- Kriegerdenkmal (1925)
- Gedenkstein für Rudolf von Teuffenbach (1936)
- Denkmal für Bürgermeister Johann Hemmel

## Söhne und Töchter der Gemeinde
- Leonhard Roth, (1500–1541), Kirchenlieddichter
- Karl Gamperling (1866–1934),[9] Generaldirektor der österreichischen Zentralbank
- Karl Renner (1870–1950), österreichischer Staatskanzler und Bundespräsident
- Josef Freising (1875–1971), Pädagoge, „Turnvater“ Südmährens, Obmann des südmährischen Kulturausschusses
- Karl Beck, (1888–1972), österreichischer Fußballspieler
- Josef Ringler (1893–1967), Zeichner, Maler und Ehegatte der Dichterin Ilse Ringler-Kellner
- Hieronymus Nießner (1893–1967), Mundartdichter
- Helene Bodmann (1911–1948), österreichische Botanikerin
- Hans Lederer (1914–2007), Heimatforscher und Südmährischer Kulturpreisträger 1996
- Winfried Illsinger (1926–2020), Heimatforscher und Träger des Josef-Freising-Preises

## Brauchtum
Reiches Brauchtum bestimmte den Jahresablauf der 1945/46 vertriebenen, deutschen Ortsbewohner:
- Die zwei Jahrmärkte waren am Montag nach dem 23. April und nach Lucia (13. Dezember)
- Ebenso gab es den Brauch der Faschingsreben. Hierbei wurden den Bauern von Weingartenarbeitern vorgetriebene Weinreben übergeben.
- Die Unter Tannowitzer hatten den Spitznamen „Krotenschnitzer“. Dieser Ausdruck dürfte aufgrund der vielen Kröten im Sumpfgebiet, dem Retzbach und den fünf Teichen im Ortsgebiet entstanden sein.[10]

## Sagen aus dem Ort
Unter den deutschen Ortsbewohnern gab es eine Vielzahl von Mythen:
- Das Teuffenbach-Läuten
- Der Löwe von Untertannowitz[11]